# Miradouro da Serra Branca
O Miradouro da Serra Branca é um mirante português localizado na Serra Branca, elevação que faz parte do Complexo da Serra Branca, concelho de Santa Cruz da Graciosa, ilha Graciosa Açores.
Este Mirante do Complexo da Serra Branca oferece uma paisagem natural que vai além dos quadros da ilha que se estendem logo ali junto aos pés, já que a vista alcança o mar, não muito distante, perdido em tons de azul onde a ilha do Faial, a ilha Terceira, a ilha de São Jorge e a ilha do Pico se elevam no horizonte.